# Szewców Gronik
Szewców Gronik (515 m) – skaliste wzniesienie w Pieninach Czorsztyńskich należących do Pienin Właściwych. Znajduje się w Sromowcach Niżnych w województwie małopolskim, w powiecie nowotarskim, w gminie Czorsztyn.
Szewców Gronik znajduje się w południowym grzbiecie Podskalniej Góry. Grzbiet ten oddziela dolinę Kotłowego Potoku (po zachodniej stronie) od doliny Korciepczanego Potoku (po wschodniej stronie). W kierunku z północy na południe kolejno są w nim: Podskalnia Góra, Skalina, Magierowa Skałka i Szewców Gronik kończący grzbiet. Po zachodniej stronie Szewcowego Gronika biegnie gruntowa droga, po południowo-wschodniej są pola Zamłyńcze, u południowej podstawy zabudowania wsi Sromowce Niżne.
Szewców Gronik jest w większości porośnięty drzewami i krzewami, dawniej jednak był bardziej bezleśny, na lotniczej mapie Geoportalu widoczne są zarastające drzewami i krzewami pola i łąki, na dawnej mapie topograficznej był prawie całkowicie bezleśny. Wśród zadrzewień występuje m.in. głóg odgiętodziałkowy (Crataegus rhipidophylla). Jest to najczęściej w Pieninach spotykany gatunek głogu. Po 2018 roku na Szewcowym Groniku znaleziono nowe stanowiska pszonaka pienińskiego – gatunku rośliny w Polsce objętego ścisłą ochroną. Jest to jedno z kilku tylko miejsc występowania tego gatunku w Polsce.
Na terasie Dunajca u wschodnich podnóży Szewców Gronika w trakcie wykopalisk prowadzonych w 1977 r. stwierdzono istnienie dawnego obozowiska typu myśliwskiego z okresu schyłkowego paleolitu, datowanego na IX tysiąclecie p.n.e. Na jego terenie znaleziono ok. 230 sztuk kamiennych narzędzi, zróżnicowanych materiałowo.